# Kīā Pey
Kīā Pey (persiska: كِيا پِی, كيا پی) är en ort i Iran.   Den ligger i provinsen Mazandaran, i den norra delen av landet, 190 km nordost om huvudstaden Teheran. Kīā Pey ligger 145 meter över havet och antalet invånare är 795.
Terrängen runt Kīā Pey är kuperad åt sydost, men åt nordväst är den platt. Runt Kīā Pey är det ganska tätbefolkat, med 111 invånare per kvadratkilometer. Närmaste större samhälle är Sari, 12,8 km väster om Kīā Pey. Trakten runt Kīā Pey består till största delen av jordbruksmark.